# Myrmecozela heptapotamica
Myrmecozela heptapotamica är en fjärilsart som beskrevs av Aleksei Konstantinovich Zagulajev 1971. Myrmecozela heptapotamica ingår i släktet Myrmecozela och familjen äkta malar. Inga underarter finns listade i Catalogue of Life.